# غوربونكي (لينينغراد)
غوربونكي (بالروسية: Горбунки) هي مدينة في مقاطعة لينينغراد أوبلاست في روسيا.